# Bundesverband zur Förderung der Schwimmausbildung
Der Bundesverband zur Förderung der Schwimmausbildung (BFS) ist ein Zusammenschluss von Verbänden, die in der Schwimmausbildung aktiv sind. Hervorgegangen ist der BFS aus den so genannten befreundeten Verbänden, die seit 1977/1978 zusammen mit der Kultusministerkonferenz die Prüfungsbedingungen (Deutsche Prüfungsordnung) für die Schwimmabzeichen (Frühschwimmer und Deutscher Schwimmpass) festlegen. Die Geschäftsstelle des BFS ist in der Bundesgeschäftsstelle der DLRG in Bad Nenndorf beheimatet und ihr Präsident ist der ehemalige Ausbildungsleiter der DLRG, Helmut Stöhr.
Gegründet wurde der rechtsfähige Verein Kraft staatlicher Verleihung gemäß § 22 BGB am 24. August 1998 durch den Regierungsbezirk Hannover mit dem Zweck:
- die Breitenausbildung im Schwimmen in Deutschland zu fördern
- die Gleichheit der Aus- und Fortbildung im Schwimmen innerhalb der BFS-Mitgliedsverbände (Menüpunkt "Mitgliedsverbände") sicherzustellen
- die Anerkennung und Befolgung der Prüfungsordnung auch durch andere Organisationen und Institutionen anzuregen und zu fördern
- zu gewährleisten, dass nur die gemeinsam vereinbarten Abzeichen und Urkunden verwendet werden